# ローカルシート
ローカルシート (英: Local Sheet)は、宇宙物理学の用語であり、近傍宇宙において天の川銀河およびそれが属する局所銀河群を含む、共通の特有速度を持つ銀河が構成する集団を指す 。この集団は半径約 7 メガパーセクの領域の内側に存在し、この範囲の外側に存在する銀河はこれらとは明らかに異なる特有速度を示す 。局所銀河群の、ローカルシートに対する相対特有速度は 66 km s−1 と非常に小さい。また、ローカルシート内の銀河の動径方向の速度分散の典型的な値は 40 km s−1 に過ぎない。
ローカルシート内の銀河の平均速度の主要成分のひとつはおとめ座銀河団の重力に起因する。この効果により、おとめ座銀河団に向かう約 185 km s−1の特有速度の成分が生じる。第二の主要成分はローカル・ボイド (直径 45 メガパーセクと推定されている、膨張中の、銀河を稀にしか含まない領域) の中心から遠ざかる方向の約 259 km s−1の成分である。

## 参考資料
1. 1 2 3  Tully, R. Brent; Shaya, Edward J.; Karachentsev, Igor D.; Courtois, Hélène M.; Kocevski, Dale D.; Rizzi, Luca; Peel, Alan (March 2008). “Our Peculiar Motion Away from the Local Void”. The Astrophysical Journal 676 (1):  184–205. arXiv:0705.4139. Bibcode: 2008ApJ...676..184T. doi:10.1086/527428.
2. 1 2  Tully, R. Brent (May 2008), “The Local Void is Really Empty”, Dark Galaxies and Lost Baryons, Proceedings of the International Astronomical Union, IAU Symposium, 244, pp. 146–151, arXiv:0708.0864, Bibcode: 2008IAUS..244..146T, doi:10.1017/S1743921307013932